# チャーハン症候群
チャーハン症候群（チャーハンしょうこうぐん、英語: fried rice syndrome）とは、セレウス菌感染症による食中毒の症状をSNSなどで指す用語。医学用語ではない。

## 概要
料理を調理後に室温で長時間放置してセレウス菌が増殖したことが原因となる食中毒を指す表現である。パスタやチャーハンが原因となる事例が多いため、「チャーハン症候群」と呼ばれる。なお、セレウス菌はパスタやチャーハンでのみ繁殖するわけではなく、チーズ、肉、スープ、離乳食、果物、野菜などでも繁殖する。
セレウス菌による食中毒はチャーハン、ピラフ、パスタ料理、焼きそばなどが代表的な原因食品として挙げられている。セレウス菌は、調理後に室温で長時間放置することで増殖するが、食品にセレウス菌が増殖しても見た目やにおいの変化がない。さらには、セレウス菌は再加熱しても死滅しない。このため、SNS上で多くのユーザーが不安視することになった。

## 症例
古くは、1970年代に、チャーハンを食べて食中毒を発症した人からセレウス菌がイギリスで発見され、セレウス菌が食中毒の原因であることが判明した。その後も欧米の各国で同様の事例が報告されている。
iHeartMediaで紹介された事例では、週末に1週間分の食事を作り置きしておくことが習慣となっていた20歳の学生が、調理後に常温保存で5日経ったパスタを電子レンジで温め直して食べた。その際に、いつもと味が違うことには気づいたが、新しいブランドのパスタソースを使っていたため、料理の異変とは思わずに食べ続けた。その結果、食後30分以内に吐き気、腹痛、頭痛を発症し、下痢と嘔吐を繰り返した。学生は就寝後のおそらく午前4時ごろ（食事を採ってから約10時間後）に死亡した。「肝臓が壊死して臓器不全に陥った可能性がある」と報告されている。2008年にベルギーのブリュッセルでの出来事である。
ただし、セレウス菌にはさまざまなタイプが存在しており、このような劇症例が全てということはない。死亡に至る症例は非常にまれであるといえる。
一般的には、発症は食後30分から最大15時間後とされており、吐き気、嘔吐、下痢、腹痛を引き起こす。通常は短期間で治るが、治療は水分補給のみで、重症例には点滴を投与するケースもある。セレウス菌が産生した毒素による食中毒であるため、抗生物質の投与は効果が無い。

## 対策
セレウス菌には摂氏90度で60分の加熱にも抵抗性があるほどの耐熱性を持ち、嘔吐を引き起こす毒性も熱に強く、摂氏126度で90分加熱しても失活しない。このため、電子レンジによる再加熱では殺菌を期待できないし、アルコール消毒などによる殺菌も期待できない。
このため、以下のような予防措置が肝要となる。
- 一度に大量の料理を調理し、作り置きしないこと。
- 穀類等が原料の食品は、調理後は保温庫で保温するか、小分けして速やかに摂氏8度以下の低温保存を行うこと。

なお、セレウス菌の増殖至適温度は摂氏28度から摂氏35度である。

## 用語の普及経緯
「チャーハン症候群」の語が話題となるようになったのは、2023年中ごろのTikTokにDr. Joe, M.D.（@drjoe_md）が投稿した記事とされるが、Dr. Joe, M.D.の該当投稿にはiHeartで2023年9月8日に投稿されたとされる「20-Year-Old Dies Of 'Fried Rice Syndrome' After Eating Leftover Pasta（5日前のパスタを食べたあとに亡くなった20歳の学生）」というタイトルの記事が用いられている。iHeartの記事は、記事タイトルになっている20歳の学生の症例の出典を数年前にアメリカの医学雑誌である『Journal of Clinical Microbiology誌』で書かれたもの（詳細は前述）としているが、同時にYouTubeやRedditの投稿によって再浮上していることを記している。
このことから、2023年9月ごろにYouTubeやReddit上で過去の事例が話題となったことで英語圏を中心に注目されるようになり、同年10月のTikTokの投稿をきっかけとして多くのコミュニティに広まったものと推測される。